# 16 Wishes (banda sonora)
16 Wishes es un álbum de banda sonora de la película del mismo nombre, lanzado el 15 de junio de 2010 en EE. UU. por MarVista Entertainment.

## Lista de canciones
| 16 Wishes |                              |                   |          |  |
| N.º       | Título                       | Intérprete        | Duración |  |
| 1.        | «A Wish Comes True Everyday» | Debby Ryan        | 2:22     |  |
| 2.        | «No Ones Fool»               | Keith & Renee     | 2:34     |  |
| 3.        | «Princess Girl»              | Minnutes          | 2:50     |  |
| 4.        | «Bad Momma»                  | Chad Gendason     | 2:46     |  |
| 5.        | «Saying Goodbye»             | Chase Ryan        | 2:44     |  |
| 6.        | «Picture Perfect»            | Jennifer Catheart | 2:37     |  |
| 7.        | «The Way It Used to Be»      | Not by Choice     | 2:53     |  |
| 8.        | «Vertigo»                    | Willknots         | 4:06     |  |
| 9.        | «Overaction»                 | Chad Gendason     | 3:18     |  |
| 10.       | «Open Eyes»                  | Debby Ryan        | 3:48     |  |
| 11.       | «Don't Wanna Grow Up»        | Willknots         | 3:18     |  |
| 28:32     |                              |                   |          |  |